# Èlia Tortolero Orejuela
Èlia Tortolero Orejuela (Sant Joan de Vilatorrada, 18 de juny de 1988) és una mestra d'educació primària i infantil i política catalana. En l'actualitat és la Delegada del Govern de la Generalitat a la Catalunya Central i regidora portaveu del PSC a Sant Joan de Vilatorrada.
A les eleccions generals del 28 d'abril del 2019 va esdevenir escollida a la Càmera Alta com a número 2 dels socialistes per la demarcació de Barcelona. Aquest escó al Senat el va perdre a les següents eleccions generals del novembre del 2019.
Ha estat candidata a l'alcaldia del seu municipi als anys 2015, 2019 i 2023, sortint sempre escollida regidora de l'ajuntament, però sense guanyar les eleccions en cap dels tres intents. Durant els anys 2019-2023 un pacte amb el partit guanyador de les eleccions li va permetre formar part del govern municipal com a regidora d'educació.
Professionalment s'ha dedicat sempre a la política, a excepció dels seus inicis, on va treballar com a mestra d'una llar d'infants i posteriorment directora dels "Petits Gegants", éssent sòcia de la cooperativa encarregada de la gestió de la llar.